# Liste des routes d'État en Virginie
Les routes d'état en Virginie sont entretenues par le Virginia Department of Transportation (VDOT). L'État compte des routes principales et secondaires. Les numéros des routes principales vont de 1 à 599. Les SR 785 et SR 895 sont aussi des routes principales car elles constituent des routes menant à des autoroutes inter-états.

## Liste des routes d'État
| Numéro   | Longueur (mi) | Longueur (km) | Terminus sud / ouest                                                                    | Terminus nord / est | Créée | Notes                                                                     |
| -------- | ------------- | ------------- | --------------------------------------------------------------------------------------- | --- | ----- | ------------------------------------------------------------------------- |
| SR 2     | 53,08         | 85,42         | US 1 / US 301 à Richmond                                                                | US 1 Bus. / US 17 Bus. / SR 3 à Fredericksburg | 1933  |                                                                           |
| SR 3     | 150,00        | 241,40        | US 15 Bus. / US 522 à Culpeper                                                          | US 17 Bus. / SR 14 à Gloucester | 1933  |                                                                           |
| SR 4     | 11,02         | 17,73         | SR 1200 à la frontière de la Caroline du Nord près de Palm Springs                      | US 58 / SR 674 près de Midway | 1952  |                                                                           |
| SR 5     | 55,18         | 88,80         | US 60 à Richmond                                                                        | SR 143 à Williamsburg | 1933  |                                                                           |
| SR 6     | 102,30        | 164,60        | US 250 à Afton                                                                          | SR 161 à Richmond | 1933  |                                                                           |
| SR 7     | 72,75         | 117,08        | US 11 / US 522 à Winchester                                                             | SR 400 à Alexandria | 1933  |                                                                           |
| SR 8     | 55,88         | 89,93         | NC 8 à la frontière de la Caroline du Nord près de Palmetto                             | US 11 à Christiansburg | 1933  |                                                                           |
| SR 9     | 13,08         | 21,05         | WV 9 à la frontière de la Virginie-Occidentale près de Mechanicsburg                    | SR 7 près de Paeonian Springs | 1940  |                                                                           |
| SR 10    | 93,58         | 150,60        | US 360 à Richmond                                                                       | US 13 Bus. / SR 32 / SR 337 à Suffolk | 1918  |                                                                           |
| SR 13    | 24,08         | 38,75         | US 60 / SR 45 à Cumberland                                                              | US 60 à Plain View | 1918  |                                                                           |
| SR 14    | 71,10         | 114,42        | US 360 / SR 721 à Saint Stephens Church                                                 | Cul-de-sac à Bayside | 1933  |                                                                           |
| SR 16    | 77,58         | 124,85        | NC 16 à la frontière de la Caroline du Nord près d'Independence                         | WV 16 à la frontière de la Virginie-Occidentale près de Tazewell                                                                                       | 1940  |                                                                           |
| SR 18    | 25,86         | 41,62         | SR 311 à Paint Bank                                                                     | US 60 / US 220 à Covington | 1933  |                                                                           |
| SR 20    | 89,79         | 144,50        | US 15 / SR 1003 à Dillwyn                                                               | SR 3 à Wilderness | 1933  |                                                                           |
| SR 22    | 29,81         | 47,97         | US 250 à Shadwell                                                                       | US 522 / SR 208 à Mineral | 1933  |                                                                           |
| SR 24    | 89,57         | 144,15        | US 221 / SR 116 à Roanoke                                                               | US 60 à Mount Rush | 1933  |                                                                           |
| SR 26    | 12,83         | 20,65         | US 460 / SR 24 à Appomattox                                                             | US 60 / SR 605 à Bent Creek | 1933  |                                                                           |
| SR 27    | 2,54          | 4,09          | US 50 à Arlington                                                                       | George Washington Parkway à la frontière du District de Columbia à Arlington                                                                           | 1964  |                                                                           |
| SR 28    | 49,00         | 79,00         | US 15 / US 29 / SR 657 près de Remington                                                | SR 7 près de Sterling | 1918  |                                                                           |
| SR 30    | 61,87         | 99,57         | US 1 à Doswell                                                                          | I-64 / SR 607 près de Norge | 1923  |                                                                           |
| SR 31    | 24,56         | 39,53         | US 460 / SR 628 à Wakefield                                                             | SR 5 / SR 199 à Williamsburg | 1933  |                                                                           |
| SR 32    | 38,89         | 62,59         | NC 32 à la frontière de la Caroline du Nord à Suffolk                                   | US 17 / US 158 / SR 143 à Newport News | 1940  |                                                                           |
| SR 33    | 72,23         | 116,24        | US 33 / US 250 à Richmond                                                               | Chesapeake Boulevard à Stingray Point | 1938  |                                                                           |
| SR 34    | 0,54          | 0,87          | SR 129 à South Boston                                                                   | US 360 à South Boston | 1942  | Hodges Street                                                             |
| SR 35    | 48,71         | 78,39         | NC 35 à la frontière de la Caroline du Nord près de Boykins                             | SR 605 / SR 622 à Templeton | 1923  |                                                                           |
| SR 36    | 16,70         | 26,88         | SR 602 / SR 699 près de Matoaca                                                         | SR 10 à Hopewell | 1933  |                                                                           |
| SR 37    | 9,10          | 14,65         | SR 642 / SR 847 près de Winchester                                                      | US 11 près de Winchester | 1965  |                                                                           |
| SR 38    | 7,03          | 11,31         | US 360 Bus. à Amelia Courthouse                                                         | SR 153 / SR 602 à Scotts Fork | 1933  |                                                                           |
| SR 39    | 59,17         | 95,22         | WV 39 à la frontière de la Virginie-Occidentale près de Mountain Grove                  | US 11 à East Lexington | 1940  |                                                                           |
| SR 40    | 227,69        | 366,43        | SR 8 à Woolwine                                                                         | SR 10 / SR 646 à Spring Grove | 1933  |                                                                           |
| SR 41    | 22,50         | 36,20         | SR 360 près de Danville                                                                 | SR 57 à Callands | 1933  |                                                                           |
| SR 42    | 210,29        | 338,43        | SR 91 à Broadford US 460 / SR 605 à Newport SR 269 / SR 632 près de Nicelytown          | SR 100 à Poplar Hill SR 311 / SR 615 à New Castle US 11 / SR 670 à Woodstock                                                                           | 1928  |                                                                           |
| SR 43    | 61,20         | 98,49         | US 29 Bus. à Altavista                                                                  | Blue Ridge Parkway à Peaks of Otter | 1933  |                                                                           |
| SR 45    | 39,72         | 63,92         | US 15 Bus. / US 460 Bus. à Farmville                                                    | SR 6 à Georges Tavern | 1928  |                                                                           |
| SR 46    | 42,57         | 68,51         | NC 46 à la frontière de la Caroline du Nord près de Valentines                          | SR 40 à Blackstone | 1940  |                                                                           |
| SR 47    | 61,09         | 98,31         | US 1 / US 58 Bus. à South Hill                                                          | US 460 Bus. à Pamplin City | 1933  |                                                                           |
| SR 48    | 321,20        | 516,90        | Blue Ridge Parkway à la frontière de la Caroline du Nord près de Galax                  | US 340 à Front Royal | 1935  | Numérotation non-indiquée de la Blue Ridge Parkway et de la Skyline Drive |
| SR 49    | 69,01         | 111,06        | NC 49 / NC 96 à la frontière de la Caroline du Nord à Virgilina                         | US 360 près de Burkeville | 1928  |                                                                           |
| SR 51    | 6,20          | 9,98          | US 58 Bus. près de Danville                                                             | US 58 Bus. à Danville | 1954  |                                                                           |
| SR 53    | 18,32         | 29,48         | SR 20 près de Charlottesville                                                           | US 15 à Palmyra | 1947  |                                                                           |
| SR 54    | 18,67         | 30,05         | US 33 à Montpelier                                                                      | US 301 / SR 2 près de Hanover Courthouse | 1933  |                                                                           |
| SR 55    | 64,71         | 104,14        | US 48 / WV 55 à la frontière de la Virginie-Occidentale près de Star Tannery            | US 29 / SR 619 à Gainesville | 1928  |                                                                           |
| SR 56    | 60,87         | 97,96         | US 11 / SR 851 à Steeles Tavern                                                         | US 60 à Alcoma | 1930  |                                                                           |
| SR 57    | 88,70         | 142,75        | SR 8 à Woolwine                                                                         | SR 360 près de Halifax | 1930  |                                                                           |
| SR 59    | 7,90          | 12,71         | SR 47 / SR 637 à Drakes Branch                                                          | SR 40 à Keysville | 1957  |                                                                           |
| SR 61    | 48,16         | 77,51         | SR 16 à Tazewell                                                                        | US 460 à Narrows | 1933  |                                                                           |
| SR 62    | 4,01          | 6,45          | NC 62 à la frontière de la Caroline du Nord près de Milton, NC                          | US 58 / US 360 / SR 726 près de Danville | 1946  |                                                                           |
| SR 63    | 39,28         | 63,22         | US 58 Alt. à Saint Paul                                                                 | SR 80 / SR 83 à Haysi | 1958  |                                                                           |
| SR 65    | 34,06         | 54,81         | US 23 / US 58 / US 421 à Clinchport                                                     | US 58 Alt. à Castlewood | 1958  |                                                                           |
| SR 67    | 22,36         | 35,98         | SR 80 près de Honaker                                                                   | SR 616 à Jewell Ridge | 1940  |                                                                           |
| SR 68    | 6,13          | 9,87          | SR 606 près de Keokee                                                                   | US 23 Bus. à Appalachia | 1933  |                                                                           |
| SR 69    | 3,59          | 5,78          | SR 636 à Austinville                                                                    | US 52 à Poplar Camp | 1958  |                                                                           |
| SR 70    | 11,88         | 19,12         | SR 70 à la frontière du Tennessee près de Blackwater                                    | US 58 à Jonesville | 1940  |                                                                           |
| SR 71    | 35,82         | 57,65         | US 23 Bus. / US 58 Bus. / US 421 Bus. à Gate City                                       | US 19 Bus. à Lebanon | 1933  |                                                                           |
| SR 72    | 49,19         | 79,16         | SR 71 à Gate City                                                                       | SR 83 près de Clintwood | 1933  |                                                                           |
| SR 73    | 0,78          | 1,26          | US 1 à Henrico                                                                          | I-95 à Henrico | 1958  | Parham Road                                                               |
| SR 74    | 2,42          | 3,89          | US 23 Bus. à Norton                                                                     | US 58 Alt. / SR 681 près de Norton | 1958  |                                                                           |
| SR 75    | 10,51         | 16,91         | SR 44 à la frontière du Tennessee près de Bristol                                       | US 11 / US 58 Alt. à Abingdon | 1940  |                                                                           |
| SR 76    | 13,04         | 20,99         | SR 652 près de Midlothian                                                               | I-195 à Richmond | 1973  |                                                                           |
| SR 78    | 3,85          | 6,20          | US 23 Bus. à Appalachia                                                                 | SR 600 près de Stonega | 1946  |                                                                           |
| SR 79    | 0,23          | 0,37          | SR 55 à Linden                                                                          | I-66 à Linden | 1980  | Apple Mountain Road                                                       |
| SR 80    | 67,37         | 108,42        | KY 80 à la frontière du Kentucky près d'Elkhorn City, KY                                | US 11 près de Meadowview | 1933  |                                                                           |
| SR 82    | 6,84          | 11,01         | SR 600 / SR 661 à Cleveland                                                             | US 19 Bus. à Lebanon | 1933  |                                                                           |
| SR 83    | 61,71         | 99,31         | US 23 Bus. à Pound                                                                      | WV 83 à la frontière de la Virginie-Occidentale à Paynesville                                                                                          | 1940  |                                                                           |
| SR 84    | 14,94         | 24,04         | WV 84 à la frontière de la Virginie-Occidentale près de Mill Gap                        | US 220 à Vanderpool | 1940  |                                                                           |
| SR 86    | 3,33          | 5,36          | NC 86 à la frontière de la Caroline du Nord à Danville                                  | US 29 Bus. / SR 413 à Danville | 1933  |                                                                           |
| SR 87    | 4,10          | 6,60          | NC 14 / NC 87 à la frontière de la Caroline du Nord près de Ridgeway                    | US 220 à Ridgeway | 1940  |                                                                           |
| SR 89    | 7,85          | 12,63         | NC 89 à la frontière de la Caroline du Nord près de Galax                               | US 58 / US 221 à Galax | 1940  |                                                                           |
| SR 90    | 1,73          | 2,78          | I-81 / SR 680 à Rural Retreat                                                           | SR 616 / SR 749 à Rural Retreat | 1933  |                                                                           |
| SR 91    | 55,15         | 88,76         | SR 91 à la frontière du Tennessee près de Damascus                                      | US 19 Bus. / US 460 Bus. à Frog Level | 1940  |                                                                           |
| SR 92    | 28,97         | 46,62         | US 58 Bus. / SR 707 à Boydton                                                           | US 360 / SR 720 près de Clover | 1940  |                                                                           |
| SR 93    | 0,92          | 1,48          | NC 93 à la frontière de la Caroline du Nord près de Mouth of Wilson                     | US 58 près de Mouth of Wilson | 1933  |                                                                           |
| SR 94    | 28,39         | 45,69         | US 58 / US 221 près de Galax                                                            | US 52 à Fort Chiswell | 1933  |                                                                           |
| SR 96    | 7,83          | 12,60         | US 501 près de Cluster Springs                                                          | NC 49 / NC 96 à la frontière de la Caroline du Nord à Virgilina                                                                                        | 1940  |                                                                           |
| SR 97    | 9,16          | 14,74         | SR 89 à Galax                                                                           | SR 608 / SR 620 à Blue Ridge Parkway | 1933  |                                                                           |
| SR 98    | 0,50          | 0,80          | US 52 à Bland                                                                           | SR 42 à Bland | 1933  | Main Street                                                               |
| SR 99    | 5,20          | 8,37          | I-81 / SR 100 / SR F047 à McAdam                                                        | SR 738 à Pulaski | 1933  |                                                                           |
| SR 100   | 53,31         | 85,79         | US 221 / SR 669 à Hillsville                                                            | SR 61 à Narrows | 1933  |                                                                           |
| SR 101   | 3,17          | 5,10          | SR 117 à Roanoke                                                                        | US 11 à Roanoke | 1969  |                                                                           |
| SR 102   | 8,20          | 13,20         | SR 1103 à Pocahontas                                                                    | US 19 à Bluefield | 1958  | La route entre en Virginie-Occidentale sur son trajet                     |
| SR 103   | 13,43         | 21,61         | NC 103 à la frontière de la Caroline du Nord près de Claudville                         | SR 8 à Five Forks | 1933  |                                                                           |
| SR 105   | 4,90          | 7,89          | US 60 à Newport News                                                                    | US 17 / SR 1050 près de Grafton | 1958  |                                                                           |
| SR 106   | 30,00         | 48,28         | US 460 à Petersburg                                                                     | SR 249 / SR 609 à Talleysville | 1940  |                                                                           |
| SR 107   | 8,39          | 13,50         | I-81 / SR 762 à Chilhowie                                                               | SR 91 à Saltville | 1961  |                                                                           |
| SR 108   | 4,24          | 6,82          | SR 174 près de Collinsville                                                             | SR 657 / SR 890 à Figsboro | 1933  |                                                                           |
| SR 109   | 0,91          | 1,46          | US 460 à Petersburg                                                                     | Fort Gregg-Adams | 1956  |                                                                           |
| SR 110   | 2,41          | 3,88          | I-395 / US 1 à Crystal City                                                             | I-66 à Rosslyn | 1964  |                                                                           |
| SR 111   | 2,26          | 3,64          | US 460 Bus. à Christiansburg                                                            | US 11 / US 460 Bus. à Christiansburg | 1933  |                                                                           |
| SR 112   | 0,65          | 1,05          | US 11 / US 460 à Salem                                                                  | Skyview Road à Salem | 1965  | Wildwood Road                                                             |
| SR 113   | 1,33          | 2,14          | US 11E / US 19 / US 421 / SR 381 à Bristol                                              | US 11 / US 19 à Bristol | 1966  |                                                                           |
| SR 114   | 10,32         | 16,61         | US 11 à Fairlwan                                                                        | US 460 / SR 845 à Christiansburg | 1933  |                                                                           |
| SR 115   | 6,00          | 9,66          | US 221 / US 460 / US 220 Bus. à Roanoke                                                 | I-81 / US 220 / SR 815 près de Hollins | 1933  |                                                                           |
| SR 116   | 20,66         | 33,25         | SR 122 à Burnt Chimney                                                                  | SR 101 à Roanoke | 1933  |                                                                           |
| SR 117   | 7,21          | 11,60         | US 11 à Roanoke                                                                         | US 11 à Hollins | 1933  |                                                                           |
| SR 118   | 1,84          | 2,96          | US 11 à Roanoke                                                                         | SR 117 à Hollins | 1933  |                                                                           |
| SR 119   | 3,08          | 4,96          | NC 119 à la frontière de la Caroline du Nord près de Delila                             | US 58 / US 360 / SR 694 à Delila | 1964  |                                                                           |
| SR 120   | 9,10          | 14,65         | US 1 à Crystal City                                                                     | SR 123 à Arlingwoods | 1940  |                                                                           |
| SR 121   | 1,83          | 2,95          | I-77 / I-81 / US 11 / US 52 à Fort Chiswell                                             | SR 1004 / SR 1006 à Max Meadows | 1933  |                                                                           |
| SR 122   | 54,58         | 87,84         | SR 40 à Rocky Mount                                                                     | US 501 à Big Island | 1933  |                                                                           |
| SR 123   | 29,27         | 47,11         | US 1 à Woodbridge                                                                       | Chain Bridge à la frontière du District de Columbia à Arlington                                                                                        | 1940  |                                                                           |
| SR 124   | 0,87          | 1,40          | US 29 à Arlington                                                                       | Lorcom Lane à Arlington | 1948  | Spout Run Parkway                                                         |
| SR 125   | 5,73          | 9,22          | SR 10 / SR 32 à Chuckatuck                                                              | SR 337 à Driver | 1963  | Route en deux segments séparés par la rivière Nansemond                   |
| SR 126   | 1,38          | 2,22          | SR 179 à Onancock                                                                       | US 13 Bus. / SR 316 à Tasley | 1995  |                                                                           |
| SR 127   | 3,35          | 5,39          | WV 127 à la frontière de la Virginie-Occidentale près de Northwood Hills                | US 522 près de Cross Junction | 1964  |                                                                           |
| SR 128   | 3,47          | 5,58          | SR 163 à Lynchburg                                                                      | US 460 Bus. / US 501 Bus. à Lynchburg | 1933  |                                                                           |
| SR 129   | 3,18          | 5,12          | US 501 à South Boston                                                                   | US 501 / SR 884 à Centerville | 1933  |                                                                           |
| SR 130   | 34,69         | 55,83         | US 11 à Natural Bridge                                                                  | SR 669 / SR 670 près de Madison Heights | 1933  |                                                                           |
| SR 131   | 1,65          | 2,66          | US 460 Bus. à Appomattox                                                                | US 460 / SR 24 à Appomattox | 1933  |                                                                           |
| SR 132   | 4,09          | 6,58          | SR 199 à Williamsburg                                                                   | SR 143 près de Williamsburg | 1957  |                                                                           |
| SR 133   | 1,19          | 1,92          | SR 692 à Hampden Sydney                                                                 | US 15 à Kingsville | 1933  |                                                                           |
| SR 134   | 11,63         | 18,72         | US 60 / SR 143 à Hampton                                                                | US 17 à Tabb | 1942  |                                                                           |
| SR 135   | 2,20          | 3,54          | US 17 à Suffolk                                                                         | SR 367 à Suffolk | 1955  |                                                                           |
| SR 136   | 1,17          | 1,88          | SR 652 à Alberta                                                                        | US 1 à Alberta | 1954  |                                                                           |
| SR 137   | 12,03         | 19,36         | SR 40 à Kenbridge                                                                       | SR 46 à Danieltown | 1933  |                                                                           |
| SR 138   | 16,98         | 27,33         | US 1 à South Hill                                                                       | SR 40 à Kenbridge | 1933  |                                                                           |
| SR 139   | 1,48          | 2,38          | SR 610 à Jarratt                                                                        | US 301 / SR 631 à Jarratt | 1944  |                                                                           |
| SR 140   | 0,38          | 0,61          | I-81 à Abingdon                                                                         | US 11 / US 19 à Abingdon | 1960  | Jonesboro Road                                                            |
| SR 141   | 3,25          | 5,23          | US 17 à Portsmouth                                                                      | US 58 à Portsmouth | 1944  |                                                                           |
| SR 142   | 2,73          | 4,39          | US 1 / US 460 Bus. près de Petersburg                                                   | Halifax Street à Petersburg | 1933  |                                                                           |
| SR 143   | 35,39         | 56,95         | Camp Peary près de Williamsburg                                                         | US 258 à Fort Monroe à Hampton | 1945  |                                                                           |
| SR 144   | 13,97         | 22,48         | SR 36 à Fort Gregg-Adams                                                                | SR 145 / SR 717 à Centralia | 1933  |                                                                           |
| SR 145   | 5,18          | 8,34          | SR 10 à Chesterfield                                                                    | US 1 / US 301 / SR 656 à Bellwood | 1933  |                                                                           |
| SR 146   | 0,86          | 1,38          | SR 76 à Richmond                                                                        | SR 195 à Richmond | 1976  |                                                                           |
| SR 147   | 13,13         | 21,13         | US 60 / SR 653 à Midlothian                                                             | US 60 / US 360 à Richmond | 1933  |                                                                           |
| SR 148   | 0,87          | 1,40          | I-77 près de Fancy Gap                                                                  | US 52 près de Fancy Gap | 1980  | Chances Creek Road                                                        |
| SR 149   | 1,92          | 3,09          | SR 165 à Virginia Beach                                                                 | Princess Anne Road à Virginia Beach | 1945  |                                                                           |
| SR 150   | 15,19         | 24,45         | I-95 / SR 895 à Bensley                                                                 | Parham Road / River Road près de Tuckahoe | 1967  |                                                                           |
| SR 151   | 35,22         | 56,68         | US 29 à Buffalo Hill                                                                    | US 250 à Critizers Shop | 1933  |                                                                           |
| SR 152   | 5,18          | 8,34          | US 60 à Newport News                                                                    | US 258 / SR 134 à Hampton | 1946  |                                                                           |
| SR 153   | 17,15         | 27,60         | US 460 près de Blackstone                                                               | US 360 près de Winterham | 1933  |                                                                           |
| SR 154   | 1,92          | 3,09          | I-64 à Covington                                                                        | US 220 à Covington | 1962  |                                                                           |
| SR 155   | 13,53         | 21,77         | SR 5 / SR 644 à Charles City                                                            | SR 349 à Carps Corner | 1933  |                                                                           |
| SR 156   | 57,38         | 92,34         | US 301 / SR 35 à Templeton                                                              | US 360 Bus. / SR 638 à Mechanicsville | 1933  |                                                                           |
| SR 157   | 7,71          | 12,41         | SR 6 à Tuckahoe                                                                         | US 33 à Glen Allen | 1933  |                                                                           |
| SR 158   | 2,52          | 4,06          | US 58 Alt. à Coeburn                                                                    | US 58 Alt. près de Coeburn | 1999  |                                                                           |
| SR 159   | 11,33         | 18,23         | SR 311 à Crows                                                                          | I-64 / US 60 à Callaghan | 1947  |                                                                           |
| SR 160   | 8,02          | 12,91         | KY 160 à la frontière du Kentucky sur la Black Mountain                                 | SR 68 à Appalachia | 1940  |                                                                           |
| SR 161   | 13,84         | 22,27         | I-95 à Richmond                                                                         | US 1 près de Lakeside | 1933  |                                                                           |
| SR 162   | 0,17          | 0,27          | Limites de Williamsburg                                                                 | SR 143 près de Williamsburg | 1945  | Second Street                                                             |
| SR 163   | 6,74          | 10,85         | US 501 / US 29 Bus. à Lynchburg                                                         | US 29 Bus. / SR 1040 à Madison Heights | 2005  |                                                                           |
| SR 164   | 12,17         | 19,59         | US 17 à Suffolk                                                                         | I-264 à Portsmouth | 1968  |                                                                           |
| SR 165   | 39,75         | 63,97         | US 17 Bus. à Chesapeake                                                                 | SR 337 à Norfolk | 1933  |                                                                           |
| SR 166   | 15,47         | 24,90         | US 17 à Chesapeake                                                                      | US 60 à Virginia Beach | 1933  |                                                                           |
| SR 167   | 0,50          | 0,80          | US 220 Alt. à Cloverdale                                                                | I-81 / US 11 à Cloverdale | 2016  |                                                                           |
| SR 168   | 30,11         | 48,46         | NC 168 à la frontière de la Caroline du Nord près de Chesapeake                         | US 60 à Norfolk | 1933  |                                                                           |
| SR 169   | 7,41          | 11,93         | I-64 / US 60 à Hampton                                                                  | US 258 à Hampton | 1933  |                                                                           |
| SR 170   | 2,65          | 4,26          | SR 165 à Norfolk                                                                        | US 60 à Norfolk | 1957  |                                                                           |
| SR 171   | 11,20         | 18,02         | SR 143 à Newport News                                                                   | Cul-de-sac à Poquoson | 1933  |                                                                           |
| SR 172   | 4,85          | 7,81          | SR 134 à Hampton                                                                        | Poquoson Avenue à Poquoson | 1933  |                                                                           |
| SR 173   | 10,84         | 17,45         | Moyer Road à Newport News                                                               | SR 629 à Dandy | 1933  |                                                                           |
| SR 174   | 5,58          | 8,98          | US 220 Bus. à Collinsville                                                              | SR 457 à Martinsville | 1978  |                                                                           |
| SR 175   | 10,83         | 17,43         | US 13 à Nash Corner                                                                     | Main Street / Maddox Boulevard à Chincoteague | 1933  |                                                                           |
| SR 176   | 2,58          | 4,15          | SR 316 / SR 673 à Parksley                                                              | US 13 à Centerville | 1933  |                                                                           |
| SR 177   | 4,41          | 7,10          | I-81 / SR 600 près de Radford                                                           | US 11 à Radford | 1962  |                                                                           |
| SR 178   | 11,51         | 18,52         | US 13 Bus. à Exmore                                                                     | SR 620 / SR 628 / SR 718 à Bobtown | 1933  |                                                                           |
| SR 179   | 2,94          | 4,73          | SR 1023 à Onancock                                                                      | US 13 / SR 789 à Onley | 1933  |                                                                           |
| SR 180   | 11,25         | 18,11         | Cul-de-sac à Harborton                                                                  | SR 1701 à Wachapreague | 1933  |                                                                           |
| SR 181   | 0,95          | 1,53          | Belle Haven                                                                             | Belle Haven | 1933  |                                                                           |
| SR 182   | 3,71          | 5,97          | US 13 / SR 614 à Painter                                                                | SR 605 à Quinby | 1933  |                                                                           |
| SR 183   | 7,45          | 11,99         | SR 613 / SR 709 à Jamesville                                                            | US 13 Bus. à Exmore | 1933  |                                                                           |
| SR 184   | 3,20          | 5,15          | SR 1101 / SR 1106 à Cape Charles                                                        | US 13 près de Bayview | 1957  |                                                                           |
| SR 185   | 1,00          | 1,61          | SR 676 / SR 686 près d'Edinburg                                                         | US 11 à Edinburg | 1964  |                                                                           |
| SR 186   | 6,21          | 9,99          | NC 186 à la frontière de la Caroline du Nord près de Branchville                        | SR 35 à Boykins | 1970  |                                                                           |
| SR 187   | 5,43          | 8,74          | SR 658 à Guilford                                                                       | SR 679 à Modest Town | 1933  |                                                                           |
| SR 188   | 0,91          | 1,46          | US 60 Bus. à Clifton Forge                                                              | I-64 / US 60 / US 220 à Clifton Forge | 1945  |                                                                           |
| SR 189   | 10,82         | 17,41         | US 258 près de Franklin                                                                 | US 58 Bus. à Suffolk | 1933  |                                                                           |
| SR 190   | 15,43         | 24,83         | SR 166 à Chesapeake                                                                     | SR 225 à Virginia Beach | 1956  |                                                                           |
| SR 191   | 3,13          | 5,04          | US 13 / US 58 / US 460 à Chesapeake                                                     | SR 337 à Chesapeake | 1933  |                                                                           |
| SR 192   | 2,02          | 3,25          | SR 165 à Norfolk                                                                        | SR 170 à Norfolk | 1952  |                                                                           |
| SR 193   | 11,79         | 18,97         | SR 7 à Dranesville                                                                      | SR 123 à Langley | 1948  |                                                                           |
| SR 194   | 5,75          | 9,25          | SR 166 à Norfolk                                                                        | US 60 à Norfolk | 1947  |                                                                           |
| SR 195   | 3,39          | 5,46          | I-195 / SR 146 à Richmond                                                               | I-95 à Richmond | 1976  |                                                                           |
| SR 196   | 0,96          | 1,54          | US 13 / US 460 à Chesapeake                                                             | US 17 à Chesapeake | 1942  | Canal Drive                                                               |
| SR 197   | 3,60          | 5,79          | SR 147 à Richmond                                                                       | US 1 / US 301 à Richmond | 1962  |                                                                           |
| SR 198   | 23,33         | 37,55         | US 17 / SR 33 à Glenns                                                                  | SR 642 / SR 653 près de Moon | 1933  |                                                                           |
| SR 199   | 14,13         | 22,74         | I-64 / SR 646 à Lightfoot                                                               | SR 641 près de Williamsburg | 1975  |                                                                           |
| SR 200   | 19,23         | 30,95         | SR 3 / SR 695 à White Stone                                                             | US 360 à Burgess | 1933  |                                                                           |
| SR 201   | 16,17         | 26,02         | SR 354 près de Mollusk                                                                  | US 360 à Heathsville | 1933  |                                                                           |
| SR 202   | 17,91         | 28,82         | SR 3 à Templeman                                                                        | US 360 à Callao | 1933  |                                                                           |
| SR 203   | 9,76          | 15,71         | SR 3 à Lyells                                                                           | SR 608 / SR 1007 à Kinsale | 1933  |                                                                           |
| SR 204   | 1,73          | 2,78          | SR 3 à Potomac Mills                                                                    | George Washington Birthplace National Monument | 1933  |                                                                           |
| SR 205   | 18,47         | 29,72         | SR 3 à Prukins Corner                                                                   | SR 3 / SR 638 à Oak Grove | 1933  |                                                                           |
| SR 206   | 11,04         | 17,77         | SR 3 à Arnold Corners                                                                   | SR 604 à Dahlgren | 1933  |                                                                           |
| SR 207   | 1,93          | 3,11          | US 1 / SR 658 à Ruther Glen                                                             | US 301 / SR 2 à Bowling Green | 1933  |                                                                           |
| SR 208   | 47,35         | 76,20         | US 250 / SR 659 à Ferncliff                                                             | US 1 à Four Mile Fork | 1950  |                                                                           |
| SR 209   | 0,88          | 1,42          | Virginia's Center for Innovative Technology                                             | Virginia's Center for Innovative Technology | 1990  | Innovation Avenue                                                         |
| SR 210   | 3,14          | 5,05          | SR 163 à Madison Heights                                                                | US 29 près de Madison Heights | 1960  |                                                                           |
| SR 211   | 5,63          | 9,06          | SR 42 à Timberville                                                                     | I-81 / US 211 à New Market | 1977  |                                                                           |
| SR 212   | 0,87          | 1,40          | SR 3 Bus. à Fredericksburg                                                              | SR 218 à Chatham Heighst | 2004  | Chatham Heights Road                                                      |
| SR 213   | 1,89          | 3,04          | SR 1501 à Manassas Park                                                                 | SR 28 à Manassas Park | 1975  |                                                                           |
| SR 214   | 2,48          | 3,99          | SR 3 à Lerty                                                                            | SR 609 près de Bryant Town | 1933  |                                                                           |
| SR 215   | 9,26          | 14,90         | US 15 / US 29 à Buckland                                                                | SR 28 près de Bristow | 1961  |                                                                           |
| SR 216   | 3,61          | 5,81          | US 17 à Hayes                                                                           | SR 649 / SR 653 à Achilles | 1933  |                                                                           |
| SR 217   | 2,20          | 3,54          | Southwestern Virginia Mental Health Institute                                           | Southwestern Virginia Mental Health Institute | 1954  |                                                                           |
| SR 218   | 30,00         | 48,28         | US 1 / US 17 Bus. à Falmouth                                                            | SR 205 à Tetotum | 1933  |                                                                           |
| SR 222   | 4,17          | 6,71          | Cul-de-sac à Weems                                                                      | SR 200 près d'Irvington | 1933  |                                                                           |
| SR 223   | 2,07          | 3,33          | SR 198 à Hudgins                                                                        | SR 633 sur Gwynn's Island | 1933  |                                                                           |
| SR 224   | 3,32          | 5,34          | SR 93 à la frontière du Tennessee près de Weber City                                    | US 58 / US 421 à Weber City | 1991  |                                                                           |
| SR 225   | 5,40          | 8,69          | South Boulevard à Virginia Beach                                                        | US 60 à Virginia Beach | 1964  |                                                                           |
| SR 226   | 3,38          | 5,44          | US 460 près de Sutherland                                                               | US 1 / US 460 Bus. près de Petersburg | 1965  |                                                                           |
| SR 227   | 2,98          | 4,80          | SR 33 / SR 641 près de Saluda                                                           | SR 602 à Urbanna | 1933  |                                                                           |
| SR 228   | 4,53          | 7,29          | SR 657 à Herndon                                                                        | SR 7 près de Dranesville | 1966  |                                                                           |
| SR 229   | 14,66         | 23,59         | US 15 Bus. / US 29 Bus. à Culpeper                                                      | US 211 près de Waterloo | 1947  |                                                                           |
| SR 230   | 20,58         | 33,12         | US 33 Bus. à Stanardsville                                                              | US 15 à Madison Mills | 1933  |                                                                           |
| SR 231   | 49,82         | 80,18         | SR 22 à Cismont                                                                         | US 522 près de Sperryville | 1933  |                                                                           |
| SR 232   | 4,33          | 6,97          | I-81 près de Radford                                                                    | US 11 à Radford | 1968  |                                                                           |
| SR 233   | 0,36          | 0,58          | US 1 à Arlington                                                                        | Aéroport national Ronald Reagan à Arlington | 1964  | Airport Viaduct                                                           |
| SR 234   | 33,92         | 54,59         | US 1 à Dumfries                                                                         | US 15 / SR 601 près de Haymarket | 1933  |                                                                           |
| SR 235   | 5,05          | 8,13          | US 1 / SR 619 près de Fort Belvoir                                                      | US 1 / SR 836 à Hybla Valley | 1933  |                                                                           |
| SR 236   | 15,63         | 25,15         | US 29 / US 50 à Fairfax                                                                 | SR 400 à Alexandria | 1935  |                                                                           |
| SR 237   | 13,07         | 21,03         | SR 236 à Fairfax                                                                        | US 50 à Arlington | 1933  |                                                                           |
| SR 238   | 7,75          | 12,47         | US 60 à Newport News                                                                    | Centre d'entraînement de la Garde côtière à Yorktown                                                                                                   | 1940  |                                                                           |
| SR 239   | 4,46          | 7,18          | SR 337 à Portsmouth                                                                     | SR 337 à Portsmouth | 1968  |                                                                           |
| SR 240   | 4,51          | 7,26          | US 250 / SR 635 à Brownsville                                                           | US 250 / SR 680 près d'Ivy | 1942  |                                                                           |
| SR 241   | 1,88          | 3,03          | US 1 à Huntington                                                                       | SR 236 à Alexandria | 1933  |                                                                           |
| SR 242   | 3,58          | 5,76          | US 1 / SR 600 près de Lorton                                                            | SR 600 à Mason Neck | 1950  |                                                                           |
| SR 243   | 1,70          | 2,74          | US 29 / SR 237 aux limites entre Oakton et Merrifield                                   | SR 123 à Vienna | 1960  |                                                                           |
| SR 244   | 8,25          | 13,28         | SR 236 à Annandale                                                                      | I-395 / SR 27 au Pentagone à Arlington | 1933  |                                                                           |
| SR 245   | 3,27          | 5,26          | US 17 / SR 703 à Old Tavern                                                             | SR 55 à The Plains | 1945  |                                                                           |
| SR 246   | 0,76          | 1,22          | US 460 / SR 166 à Chesapeake                                                            | SR 168 à Chesapeake | 1942  | Liberty Street                                                            |
| SR 247   | 5,31          | 8,55          | SR 337 à Norfolk                                                                        | SR 165 à Norfolk | 1959  |                                                                           |
| SR 249   | 18,43         | 29,66         | I-64 / SR 33 près de Bottoms Bridge                                                     | SR 30 / SR 33 à Angelview Church | 1970  |                                                                           |
| SR 251   | 9,95          | 16,01         | SR 672 / SR 770 à Collierstown                                                          | US 11 à Lexington | 1933  |                                                                           |
| SR 252   | 29,06         | 46,77         | SR 39 près de Rockbridge Baths                                                          | US 250 / US 11 Bus. / SR 254 à Staunton | 1933  |                                                                           |
| SR 253   | 12,18         | 19,60         | US 11 à Harrisonburg                                                                    | US 340 près de Port Republic | 2005  |                                                                           |
| SR 254   | 25,01         | 40,25         | SR 42 près de Buffalo Gap                                                               | US 340 à Waynesboro | 1933  |                                                                           |
| SR 255   | 3,84          | 6,18          | US 17 / US 50 / SR 624 près de Millwood                                                 | US 340 à Briggs | 1933  |                                                                           |
| SR 256   | 6,78          | 10,91         | US 11 près de Weyers Cave                                                               | US 340 à Grottoes | 1933  |                                                                           |
| SR 257   | 18,04         | 29,03         | SR 902 / SR 924 près de Briery Branch                                                   | I-81 / SR 682 près de Mount Crawford | 1933  |                                                                           |
| SR 259   | 26,80         | 43,13         | I-81 / US 11 à Mauzy WV 259 à la frontière de la Virginie-Occidentale près de Bergton   | WV 259 à la frontière de la Virginie-Occidentale près de Gore US 50 à Gore                                                                             | 1933  |                                                                           |
| SR 261   | 2,21          | 3,56          | US 11 / SR 613 à Staunton                                                               | North Coalter Street / Edgebrook Road à Staunton | 1981  |                                                                           |
| SR 262   | 13,70         | 22,05         | I-64 / I-81 près de Jolivue                                                             | SR 254 près de Staunton | 1975  |                                                                           |
| SR 263   | 12,83         | 20,65         | SR 659 à Orkney Springs                                                                 | US 11 à Mount Jackson | 1933  |                                                                           |
| SR 267   | 28,68         | 46,16         | US 15 / SR 7 à Leesburg                                                                 | I-66 près de Falls Church | 1982  |                                                                           |
| SR 269   | 6,80          | 10,94         | I-64 / US 60 / SR 42 près de Nicelytown                                                 | I-64 / US 60 / SR 850 à Longdale Furnace | 1984  |                                                                           |
| SR 270   | 0,26          | 0,42          | US 58 Alt. à Saint Paul                                                                 | SR 63 à Saint Paul | 1986  | 4th Street                                                                |
| SR 271   | 7,34          | 11,81         | US 250 à Short Pump                                                                     | SR 620 / SR 622 à Rockville | 1940  |                                                                           |
| SR 272   | 1,24          | 2,00          | SR 189 à Suffolk                                                                        | US 58 / SR 189 à Suffolk | 1989  |                                                                           |
| SR 273   | 5,33          | 8,58          | SR 30 à Barhamsville                                                                    | SR 30 / SR 33 à Eltham | 1986  |                                                                           |
| SR 274   | 7,36          | 11,84         | US 58 / US 221 près d'Independence                                                      | SR 94 près de Fries | 1981  |                                                                           |
| SR 276   | 9,43          | 15,18         | SR 256 / SR 750 à Weyers Cave                                                           | US 33 / SR 620 près de Penn Laird | 1943  |                                                                           |
| SR 277   | 4,72          | 7,60          | US 11 / SR 631 à Stephens City                                                          | US 340 / US 522 à Double Tollgate | 1933  |                                                                           |
| SR 278   | 1,64          | 2,64          | US 258 à Hampton                                                                        | Langley Air Force Base | 1942  |                                                                           |
| SR 279   | 5,55          | 8,93          | US 58 à Virginia Beach                                                                  | US 60 à Virginia Beach | 1981  |                                                                           |
| SR 280   | 5,00          | 8,00          | SR 42 à Harrisonburg                                                                    | US 33 à Massanetta Springs | 2012  |                                                                           |
| SR 281   | 1,60          | 2,57          | SR 895 près de Varina                                                                   | Charles City Road / Airport Drive près de l'Aéroport international de Richmond près de Sandston                                                        | 2013  |                                                                           |
| SR 283   | 0,36          | 0,58          | US 23 Bus. / US 58 Bus. à Norton                                                        | US 23 / US 58 Bus. à Norton | 1991  | Trail of the Lonesome Pine                                                |
| SR 285   | 1,85          | 2,98          | SR 608 / SR 631 / SR 935 près de Fishersville                                           | US 250 / SR 608 / SR 805 à Fishersville | 1998  |                                                                           |
| SR 286   | 31,80         | 51,20         | US 1 à Fort Belvoir                                                                     | SR 7 à Dranesville | 2012  |                                                                           |
| SR 287   | 12,71         | 20,45         | SR 7 Bus. à Purcellville                                                                | MD 17 à la frontière du Maryland à Lovettsville | 1944  |                                                                           |
| SR 288   | 31,77         | 51,13         | I-95 près de Chester                                                                    | I-64 près de Short Pump | 1988  |                                                                           |
| SR 289   | 3,08          | 4,96          | SR 286 à West Springfield                                                               | SR 613 à Franconia | 2012  |                                                                           |
| SR 290   | 0,61          | 0,98          | Dayton                                                                                  | Dayton | 1934  | College Street                                                            |
| SR 292   | 0,39          | 0,63          | I-81 à Mount Jackson                                                                    | US 11 à Mount Jackson | 1986  | Conicville Road                                                           |
| SR 293   | 7,05          | 11,35         | US 29 Bus. à Danville                                                                   | US 29 Bus. à Danville | 1996  |                                                                           |
| SR 294   | 16,07         | 25,86         | I-66 près de Gainesville                                                                | US 1 à Woodbridge | 2012  |                                                                           |
| SR 296   | 0,39          | 0,63          | SR 30 / SR 33 à West Point                                                              | SR 298 à West Point | 1935  | Kirby Street                                                              |
| SR 298   | 0,75          | 1,21          | Cul-de-sac à West Point                                                                 | SR 33 à West Point | 1935  | 5th Street / Lee Street                                                   |
| SR 299   | 0,79          | 1,27          | US 15 à Culpeper                                                                        | US 29 à Culpeper | 1999  | Madison Road                                                              |
| SR 300   | 0,64          | 1,03          | SR 13 à Powhatan                                                                        | US 60 à Powhatan | 1935  |                                                                           |
| SR 302   | 9,28          | 14,93         | Université de Virginie, Charlottesville                                                 | Université de Virginie, Charlottesville | 1936  |                                                                           |
| SR 303   | 2,93          | 4,72          | Institut militaire de Virginie, Lexington                                               | Institut militaire de Virginie, Lexington | 1936  |                                                                           |
| SR 304   | 0,71          | 1,14          | US 501 à South Boston                                                                   | US 360 à South Boston | 1936  | Seymour Drive                                                             |
| SR 305   | 1,79          | 2,88          | New Market Battlefield State Historical Park                                            | New Market Battlefield State Historical Park | 1968  |                                                                           |
| SR 306   | 0,88          | 1,42          | US 60 à Newport News                                                                    | US 17 / SR 143 à Newport News | 1941  | Harpersville Road                                                         |
| SR 307   | 9,32          | 15,00         | US 460 à Rice                                                                           | US 360 près de Jetersville | 1936  |                                                                           |
| SR 308   | 3,65          | 5,87          | Centre correctionnel de Southampton                                                     | Centre correctionnel de Southampton | 1938  |                                                                           |
| SR 309   | 5,33          | 8,58          | SR 123 / SR 738 à McLean                                                                | US 29 à Arlington | 1937  |                                                                           |
| SR 310   | 0,73          | 1,17          | Centre correctionnel James River                                                        | Centre correctionnel James River | 1991  |                                                                           |
| SR 311   | 41,90         | 67,43         | US 11 à Salem WV 311 à la frontière de la Virginie-Occidentale près de Sweet Chalybeate | WV 311 à la frontière de la Virginie-Occidentale près de Paint Bank WV 311 à la frontière de la Virginie-Occidentale près de White Sulphur Springs, WV | —     |                                                                           |
| SR 312   | 1,11          | 1,79          | US 60 à Newport News                                                                    | US 17 / SR 143 à Newport News | 1955  |                                                                           |
| SR 313   | 2,08          | 3,35          | Centre d'apprentissage de Beaumont                                                      | Centre d'apprentissage de Beaumont | 1932  |                                                                           |
| SR 314   | 10,04         | 16,16         | Institut polytechnique et université d'État de Virginie (Virginia Tech)                 | Institut polytechnique et université d'État de Virginie (Virginia Tech)                                                                                | 1932  |                                                                           |
| SR 315   | 0,90          | 1,40          | Musée des Beaux-Arts de Virginie, Richmond                                              | Musée des Beaux-Arts de Virginie, Richmond | 1946  |                                                                           |
| SR 316   | 9,49          | 15,27         | US 13 Bus. / SR 126 à Tasley                                                            | SR 187 / SR 779 à Bloxom | 1938  |                                                                           |
| SR 318   | 0,32          | 0,51          | Capitole de l'État de Virginie, Richmond                                                | Capitole de l'État de Virginie, Richmond | 1932  |                                                                           |
| SR 319   | 5,03          | 8,10          | Hôpital Central d'État, Petersburg                                                      | Hôpital Central d'État, Petersburg | 1942  | 7th Avenue                                                                |
| SR 320   | 1,75          | 2,82          | Hôpital d'Étad de Catawba                                                               | Hôpital d'Étad de Catawba | 1940  | Catawba Hospital Drive                                                    |
| SR 321   | 5,23          | 8,42          | Collège de William et Mary, Williamsburg                                                | Collège de William et Mary, Williamsburg | 1938  | Monticello Avenue                                                         |
| SR 322   | 3,95          | 6,36          | Eastern State Hospital                                                                  | Eastern State Hospital | 1932  |                                                                           |
| SR 323   | 2,10          | 3,40          | Hôpital gériatrique Piedmont                                                            | Hôpital gériatrique Piedmont | 1932  |                                                                           |
| SR 324   | 1,14          | 1,83          | Centre d'apprentissage Bon Air                                                          | Centre d'apprentissage Bon Air | 1932  |                                                                           |
| SR 325   | 0,95          | 1,53          | Centre d'apprentissage Barrett                                                          | Centre d'apprentissage Barrett | 1932  |                                                                           |
| SR 326   | 1,34          | 2,16          | Centre d'apprentissage Hanover                                                          | Centre d'apprentissage Hanover | 1932  |                                                                           |
| SR 327   | 3,22          | 5,18          | Université d'État de Virginie, Petersburg                                               | Université d'État de Virginie, Petersburg | 1932  |                                                                           |
| SR 328   | 0,26          | 0,42          | Université Longwood, Farmville                                                          | Université Longwood, Farmville | 1958  |                                                                           |
| SR 329   | 1,73          | 2,78          | Centre correctionnel pour femmes de Virginie                                            | Centre correctionnel pour femmes de Virginie | 1932  |                                                                           |
| SR 330   | 0,34          | 0,55          | Centre correctionnel Keen Mountain                                                      | Centre correctionnel Keen Mountain | 1990  |                                                                           |
| SR 331   | 2,99          | 4,81          | Université James Madison, Harrisonburg                                                  | Université James Madison, Harrisonburg | 1932  |                                                                           |
| SR 332   | 0,14          | 0,23          | Station agricole de Virginia Beach                                                      | Station agricole de Virginia Beach | 1932  |                                                                           |
| SR 333   | 0,26          | 0,42          | Centre correctionnel de Staunton                                                        | Centre correctionnel de Staunton | 1932  |                                                                           |
| SR 334   | 2,08          | 3,35          | Hôpital Lynchburg                                                                       | Hôpital Lynchburg | 1932  |                                                                           |
| SR 335   | 0,18          | 0,29          | Eastern Shore Experimental Station, Painter                                             | Eastern Shore Experimental Station, Painter | 1959  |                                                                           |
| SR 336   | 0,35          | 0,56          | Quartiers généraux de la Police d'État de Virginie, comté de Wythe                      | Quartiers généraux de la Police d'État de Virginie, comté de Wythe                                                                                     | 1960  |                                                                           |
| SR 337   | 35,83         | 57,66         | US 58 Bus. à Suffolk                                                                    | I-564 à Norfolk | 1938  |                                                                           |
| SR 338   | 1,08          | 1,74          | US 29 / SR 237 à Falls Church                                                           | US 50 / SR 7 / SR 613 à Seven Corners | 1938  |                                                                           |
| SR 339   | 1,18          | 1,90          | Quartiers généraux de la Police d'État de Virginie, comté de Chesterfield               | Quartiers généraux de la Police d'État de Virginie, comté de Chesterfield                                                                              | 1939  |                                                                           |
| SR 341   | 0,20          | 0,32          | Quartiers généraux de la Police d'État de Virginie, comté d'Appomattox                  | Quartiers généraux de la Police d'État de Virginie, comté d'Appomattox                                                                                 | 1940  |                                                                           |
| SR 342   | 0,16          | 0,26          | Quartiers généraux de la Police d'État de Virginie, comté de Culpeper                   | Quartiers généraux de la Police d'État de Virginie, comté de Culpeper                                                                                  | 1940  |                                                                           |
| SR 343   | 6,99          | 11,25         | Parc d'état First Landing, Virginia Beach                                               | Parc d'état First Landing, Virginia Beach | 1940  |                                                                           |
| SR 344   | 12,28         | 19,76         | Parc d'état de Staunton River                                                           | Parc d'état de Staunton River | 1940  |                                                                           |
| SR 345   | 0,49          | 0,79          | Collège Richard Bland                                                                   | Collège Richard Bland | 1941  |                                                                           |
| SR 346   | 3,86          | 6,21          | Parc d'état de Fairy Stone                                                              | Parc d'état de Fairy Stone | 1940  |                                                                           |
| SR 347   | 2,98          | 4,80          | Parc d'état de Westmoreland                                                             | Parc d'état de Westmoreland | 1940  |                                                                           |
| SR 348   | 2,98          | 4,80          | Parc d'état de Hungry Mother                                                            | Parc d'état de Hungry Mother | 1940  |                                                                           |
| SR 349   | 0,12          | 0,19          | SR 360 à Halifax                                                                        | US 501 à Halifax | 1942  | Edmunds Boulevard                                                         |
| SR 350   | 0,78          | 1,26          | Collège communautaire Tidewater, Campus de Virginia Beach                               | Collège communautaire Tidewater, Campus de Virginia Beach                                                                                              | 1971  |                                                                           |
| SR 351   | 8,81          | 14,18         | US 60 à Newport News                                                                    | Second Street à Hampton | 1945  |                                                                           |
| SR 352   | 2,40          | 3,86          | US 421 près de Pennington Gap                                                           | SR 634 / SR 636 à Saint Charles | 1942  |                                                                           |
| SR 353   | 0,38          | 0,61          | Virginia Commonwealth University Medical College, Richmond                              | Virginia Commonwealth University Medical College, Richmond                                                                                             | 1942  |                                                                           |
| SR 354   | 13,53         | 21,77         | Cul-de-sac près de Bertrand                                                             | SR 3 près de Litwalton | 1942  |                                                                           |
| SR 355   | 1,00          | 1,60          | Lord Fairfax Community College, Warrenton                                               | Lord Fairfax Community College, Warrenton | 2001  |                                                                           |
| SR 356   | 1,43          | 2,30          | US 33 à Dumbarton                                                                       | SR 161 à Lakeside | 1945  |                                                                           |
| SR 358   | 1,12          | 1,80          | Wilson Workforce & Rehabilitation Center, Fisherville                                   | Wilson Workforce & Rehabilitation Center, Fisherville                                                                                                  | 1949  | Wilson Avenue                                                             |
| SR 359   | 0,34          | 0,55          | Colonial Parkway à Jamestown                                                            | SR 31 à Jamestown | 1959  | Jamestown Festival Parkway                                                |
| SR 360   | 41,77         | 67,22         | US 360 / US 58 Bus. / SR 293 à Danville                                                 | US 360 / SR 344 à près de Scottsburg | 1982  |                                                                           |
| SR 361   | 2,75          | 4,43          | Prison d'État Red Onion                                                                 | Prison d'État Red Onion | 1997  |                                                                           |
| SR 362   | 8,87          | 14,27         | Parc d'état de Grayson Highlands                                                        | Parc d'état de Grayson Highlands | 1976  |                                                                           |
| SR 363   | 0,14          | 0,23          | Collège communautaire Blue Ridge                                                        | Collège communautaire Blue Ridge | 1967  |                                                                           |
| SR 364   | 6,02          | 9,69          | Parc d'état d'Occoneechee                                                               | Parc d'état d'Occoneechee | 1968  |                                                                           |
| SR 365   | 0,57          | 0,92          | Collège communautaire de Wytheville                                                     | Collège communautaire de Wytheville | 1965  |                                                                           |
| SR 366   | 0,67          | 1,08          | Collège communautaire Brightpoint                                                       | Collège communautaire Brightpoint | 1969  |                                                                           |
| SR 367   | 4,03          | 6,49          | Collège communautaire Tidewater, Campus de Portsmouth                                   | Collège communautaire Tidewater, Campus de Portsmouth                                                                                                  | 1969  |                                                                           |
| SR 368   | 1,24          | 2,00          | Collège communautaire Central Virginia                                                  | Collège communautaire Central Virginia | 1968  |                                                                           |
| SR 369   | 1,37          | 2,20          | Collège communautaire Southwest Virginia                                                | Collège communautaire Southwest Virginia | 1968  |                                                                           |
| SR 370   | 0,84          | 1,35          | Parc d'état de Natural Tunnel                                                           | Parc d'état de Natural Tunnel | 1970  |                                                                           |
| SR 371   | 0,94          | 1,51          | Collège communautaire Patrick & Henry                                                   | Collège communautaire Patrick & Henry | 1971  |                                                                           |
| SR 372   | 0,50          | 0,80          | Centre correctionnel Pocahontas                                                         | Centre correctionnel Pocahontas | 2023  |                                                                           |
| SR 373   | 0,93          | 1,50          | Collège communautaire New River                                                         | Collège communautaire New River | 1971  |                                                                           |
| SR 374   | 0,14          | 0,23          | Collège communautaire de Rappahannock, Campus sud                                       | Collège communautaire de Rappahannock, Campus sud | 1971  |                                                                           |
| SR 375   | 0,33          | 0,53          | Collège communautaire de Germanna                                                       | Collège communautaire de Germanna | 1970  |                                                                           |
| SR 376   | 1,13          | 1,82          | Collège communautaire de Northern Virginia, Campus d'Annandale                          | Collège communautaire de Northern Virginia, Campus d'Annandale                                                                                         | 1971  |                                                                           |
| SR 377   | 0,58          | 0,93          | Collège communautaire de Lord Fairfax                                                   | Collège communautaire de Lord Fairfax | 1971  |                                                                           |
| SR 378   | 0,42          | 0,68          | Collège communautaire de Southside Virginia, Campus de Christiana                       | Collège communautaire de Southside Virginia, Campus de Christiana                                                                                      | 1970  |                                                                           |
| SR 379   | 0,22          | 0,35          | Collège communautaire de Paul D. Camp                                                   | Collège communautaire de Paul D. Camp | 1972  |                                                                           |
| SR 380   | 0,80          | 1,30          | Technology Boulevard près de Sandston                                                   | SR 156 près de Sandston | —     | Elko Tract Road                                                           |
| SR 381   | 1,21          | 1,95          | US 11E / US 19 / US 421 / SR 1 à la frontière du Tennessee à Bristol                    | I-381 à Bristol | 1960  |                                                                           |
| SR 382   | 1,24          | 2,00          | Université de Virginie Collège à Wise                                                   | Université de Virginie Collège à Wise | 1964  |                                                                           |
| SR 383   | 0,31          | 0,50          | Université George-Mason                                                                 | Université George-Mason | 1964  |                                                                           |
| SR 384   | 0,56          | 0,90          | Collège communautaire de Dabney S. Lancaster                                            | Collège communautaire de Dabney S. Lancaster | 1965  |                                                                           |
| SR 385   | 0,34          | 0,55          | Collège communautaire de Southside Virginia Community College, Campus John H. Daniel    | Collège communautaire de Southside Virginia Community College, Campus John H. Daniel                                                                   | 1970  |                                                                           |
| SR 387   | 0,99          | 1,59          | Collège communautaire de Mountain Empire                                                | Collège communautaire de Mountain Empire | 1974  |                                                                           |
| SR 388   | 0,64          | 1,03          | Collège communautaire de Piedmont Virginia                                              | Collège communautaire de Piedmont Virginia | 1974  |                                                                           |
| SR 389   | 0,18          | 0,29          | Collège communautaire de Eastern Shore, Campus de Melfa                                 | Collège communautaire de Eastern Shore, Campus de Melfa                                                                                                | 1979  |                                                                           |
| SR 390   | 0,14          | 0,23          | Centre de recherche et de formation continue Tidewater, Suffolk                         | Centre de recherche et de formation continue Tidewater, Suffolk                                                                                        | 1978  |                                                                           |
| SR 391   | 0,17          | 0,27          | Collège communautaire de Northern Virginia, Campus de Loudoun                           | Collège communautaire de Northern Virginia, Campus de Loudoun                                                                                          | 1976  |                                                                           |
| SR 393   | 0,63          | 1,01          | Collège communautaire de Northern Virginia, Campus de Manassas                          | Collège communautaire de Northern Virginia, Campus de Manassas                                                                                         | 1976  |                                                                           |
| SR 394   | 0,36          | 0,58          | Collège communautaire de Northern Virginia, Campus de Woodbridge                        | Collège communautaire de Northern Virginia, Campus de Woodbridge                                                                                       | 1977  |                                                                           |
| SR 396   | 0,85          | 1,37          | Collège communautaire de J. Sargeant Reynolds, Campus ouest                             | Collège communautaire de J. Sargeant Reynolds, Campus ouest                                                                                            | 1978  |                                                                           |
| SR 397   | 1,00          | 1,60          | Centre correctionnel de Greensville                                                     | Centre correctionnel de Greensville | 1990  |                                                                           |
| SR 398   | 0,40          | 0,64          | Collège communautaire de Danville                                                       | Collège communautaire de Danville | 1967  |                                                                           |
| SR 399   | 0,11          | 0,18          | Musée des sciences de Virginie                                                          | Musée des sciences de Virginie | 1980  |                                                                           |
| SR 400   | 0,79          | 1,27          | George Washington Parkway à Alexandria                                                  | George Washington Parkway à Alexandria | 1982  |                                                                           |
| SR 401   | 2,61          | 4,20          | SR 613 à Alexandria                                                                     | SR 420 à Alexandria | 1982  |                                                                           |
| SR 402   | 1,65          | 2,66          | SR 420 à Alexandria                                                                     | I-395 à Alexandria | 1982  |                                                                           |
| SR 403   | 1,02          | 1,64          | SR 165 aux limites entre Norfolk et Virginia Beach                                      | US 58 aux limites entre Norfolk et Virginia Beach | 1982  |                                                                           |
| SR 404   | 0,53          | 0,85          | SR 168 à Norfolk                                                                        | SR 166 à Norfolk | 1982  | Princess Anne Road                                                        |
| SR 405   | 0,64          | 1,03          | I-264 à Norfolk                                                                         | US 58 à Norfolk | 1982  | Ballentine Boulevard                                                      |
| SR 406   | 1,61          | 2,59          | SR 337 à Norfolk                                                                        | I-564 à Norfolk | 1982  |                                                                           |
| SR 407   | 2,32          | 3,73          | SR 168 à Norfolk                                                                        | Indian River Road aux limites entre Chesapeake et Virginia Beach                                                                                       | 1982  |                                                                           |
| SR 409   | 0,20          | 0,32          | Providence Forge                                                                        | Providence Forge | 2010  | G. W. King Boulevard                                                      |
| SR 412   | 1,35          | 2,17          | US 460 à Blacksburg                                                                     | US 460 Bus. à Blacksburg | 1982  |                                                                           |
| SR 413   | 1,29          | 2,08          | US 29 / SR 86 à Danville                                                                | SR 293 à Danville | 1982  |                                                                           |
| SR 415   | 2,59          | 4,17          | US 258 à Hampton                                                                        | SR 351 à Hampton | 1982  |                                                                           |
| SR 419   | 10,54         | 16,96         | US 220 à Roanoke                                                                        | SR 311 à Hanging Rock | 1964  |                                                                           |
| SR 420   | 2,75          | 4,43          | I-395 à Alexandria                                                                      | SR 7 à Alexandria | 1985  |                                                                           |
| SR 457   | 5,80          | 9,33          | US 220 Bus. / SR 57 à Martinsville                                                      | SR 57 / SR 925 près de Martinsville | 1992  |                                                                           |
| SR 598   | 4,16          | 6,69          | I-77 / US 52 près de Rocky Gap                                                          | WV 598 à la frontière de la Virginie-Occidentale près de Bluefield, WV                                                                                 | 1980  |                                                                           |
| SR 599   | —             | —             | Numéro temporaire parfois assigné à des projets de construction                         | Numéro temporaire parfois assigné à des projets de construction                                                                                        | —     |                                                                           |
| SR 895   | 8,52          | 13,71         | I-95 / SR 150 près de Bensley                                                           | I-295 près de Varina | 1995  |                                                                           |
| SR 90003 | 23,00         | 37,00         | Jamestown                                                                               | SR 1020 à Yorktown | 2003  | Colonial Parkway, non-indiquée                                            |
| SR 90004 | 13,65         | 21,97         | Route d'accès à l'Aéroport Dulles                                                       | Route d'accès à l'Aéroport Dulles | 2003  | Non-indiquée                                                              |
| SR 90005 | 24,90         | 40,10         | SR 235 à Mount Vernon                                                                   | SR 400 à Alexandria | 2003  | George Washington Memorial Parkway, non-indiquée                          |
|          |               |               |                                                                                         | |       |                                                                           |